# Fadinha-preta
Fadinha-preta  (Amytornis housei) é uma espécie de ave da família Maluridae.
É endémica da Austrália.
Os seus habitats naturais são: matagais mediterrânicos.